# 喰らうものども
『喰らうものども』（くらうものども、原題：英: The Space Eaters）は、アメリカ合衆国のホラー小説家フランク・ベルナップ・ロングが1928年に発表した短編ホラー小説。非ラヴクラフトによる、最初のクトゥルフ神話作品で、ラヴクラフトより13歳年少のロングが、『ウィアード・テイルズ』1928年7月号に発表した。この作品によって、ロングは最初の神話作家となる。
東雅夫は「記念すべき（ラヴクラフト以外の作家による）神話小説第一号」と解説している。
| 「                                            | ラヴクラフトの承諾を得て、『ネクロノミコン』からの一節を冒頭に掲げた本編は、ロングの神話第一作であるばかりでなく、ラヴクラフト以外の作家による神話創造の嚆矢となった記念碑的作品である。『ネクロノミコン』以外に固有の神話アイテムなどは登場していないが、徹底してコズミック・ホラーにこだわったその内容は、クトゥルー神話の原点が那辺にあるかを、はからずも物語っているかのようだ。 | 」 |
| — （『クトゥルー神話事典第四版』、327頁より） | |    |

朱鷺田祐介もほぼ同様の解説を行っている。また東はロング神話の総評として「ロングの神話作品は数こそ少ないものの、安易に既存のアイテムに頼ることをせず、異次元の魔物と人間との関りを、ひたむきに追及している点で好感がもてる。ダーレス以降の作家たちに総じて欠けていたのは、こうした独立独歩の気概ではあるまいか」とも解説している。
ロングとラヴクラフトの親交によって誕生した作品である。作中に登場する怪奇作家「ハワード」は、ハワード・フィリップス・ラヴクラフトをモデルとしており同名を与えられ、コズミック・ホラーを力説する。ラヴクラフトの創作理念コズミック・ホラーを、ロングが己の作品として具現化した。語り手のフランクは、作者のロングや次作の語り手と同名。土地「パートリッジヴィル」は次作でも舞台となる。
十字で邪悪を退けるというアイデアは、後の退魔アイテム「旧神の印」の先駆である。本作の十字の力は太古の知という側面が強く、ダーレスアイテムの善神の加護という姿勢とは異なる。

## 物語

### 構成
本作品は三章構成となっており、分量の8割までを第Ⅰ章が占める。冒頭では、ジョン・ディー訳「ネクロノミコン」からの引用文として、十字架が秘める退魔の効果が述べられる。
本作の舞台はパートリッジヴィルとマリガンの森という架空の土地である。恐怖が霧となってパートリッジヴィルを訪れるという出だしで始まる。

### 第I章
その日、パートリッジヴィルは濃霧に包まれていた。恐怖小説家のフランクとハワードが、フランク宅で異次元の恐怖について談論しているところに、隣人ヘンリーが蒼ざめた顔でやって来る。ヘンリーは森の中で奇怪な物に襲われ、頭が冷たいと語る。ヘンリーの頭部には確かに穴状の傷があるが、出血はない。ハワードは「そういうホラーをこそ小説に書きたい。自分ができなくて苦心していることをこの酔っぱらいは簡単にやってしまった」と頓珍漢に怒鳴りつけ、ヘンリーは脳が冷たいと言いながら外に出てしまい、フランクはハワードを宥めつつヘンリーのケガを心配する。
ハワードはヘンリーが語った話を小説として書き留め始めるが、数分すると森から悲鳴が上がる。フランクとハワードが駆け付けると、瀕死のヘンリーが「脳みそを食われた」とつぶやきながら横たわっている。周囲からは奇怪な唸りが響いてくる中で、2人はヘンリーを農場の家に連れて帰る。呼ばれて来たスミス医師はヘンリーを脳炎と診断し、穴状の傷を銃創だと推測する一方で、何時間も生きていたのが信じられないことなどを述べる。
その場で手術が始まり、フランクが手持ちランプで照らす中、医師がヘンリーの脳を切開するが、医師は一目見るなり、驚愕と恐怖に震え、脳には触れず縫合して戻す。フランクは何を見たのかと尋ねるも、医師は戦慄しながら「とても口にはできない」「見た自分は汚染されてしまった」と述べるのみ。そして「ヘンリーには汚染の印がつけられているから、つけたやつらが来てヘンリーを要求するだろう」と予言して、2人にも逃げるように言い、逃げ去る。医師はヘンリーがもう長くないとも話していたため、フランク達はヘンリーを置かざるを得なかった。
2人は霧の中、モーターボートで海峡を進む。異様な気配を感じて振り向くと、森が炎上しており、木々の上には巨大な無定形のものがいて、ゆっくりと空をよぎってくる。その怪物は、2人の恐怖に比例して鮮明に具現化しつつあった。フランクに突如アイデアが閃き、2人はぼろきれに火をつけ、十字の印＝太古のシンボルを描く。異次元の侵略者は追い払われて消え、命拾いしたことに安堵したフランクは気を失う。

### 第II章
火事の後、頭に穴が空いた死体が森で発見された。3週間後、フランクはブルックリン・ハイツのハワードに会いに行く。
ハワードは己の推理を解説する。森の死体は名も知らぬ最初の犠牲者であり、フランクが森で見た怪物体はやつらがもてあそんだ彼の脳みそだろうこと。ヘンリーの遺体はやつらに奪い取られ、もう見つからないであろうこと。やつらが本気ならば何百万人分もの脳を恐怖に満たして餌食にすることもできただろうが、人間の脳に飽きたか、十字の印に完全に追い払われたか、理由はわからないがもういなくなったこと。
ハワードは森での恐怖体験を小説にするつもりと意気込み、フランクの制止も聞かず小説に仕立てる。読んだフランクは不浄と一蹴するが、ハワードは不滅の傑作と自賛する。

### 第III章
真夜中、フランクは恐怖に震えたハワードから電話を受ける。ハワードは小説に書いたからやつらが自分のもとに来たと言い、十字も効かないと絶望をこぼす。フランクは、恐怖したら負けるぞと助言し、すぐさまタクシーでハワード宅に赴く。既に異様な気配に包まれており、フランクは震える指で粗雑に十字を切りながら、階段を上る。部屋に入ると、ハワードが両手で目を塞いで倒れており、ばけものを見たら死ぬと理解したフランクは目を伏せる。原稿が舞う中を、ばけものがハワードの脳に流れ込んでいくも、先ほどの十字の効力が今現れ、白い炎が上がり怪物を焼き滅ぼす。フランクは命拾いするも、友人ハワードは命を落とす。

### 主な登場人物
- フランク - 語り手。パートリッジヴィル在住の小説家。
- ハワード - ブルックリン・ハイツ在住[注 2]の短編小説作家。長身痩躯の男。宇宙的恐怖を作品に記そうと考え、「定まった形のない、忍び寄る怪物が、人間の脳を吸い取る様子を、小説に書きたい」と力説する。
- ヘンリー・ウェルズ - フランクの隣人。農場の大男。森に巣食う怪物に襲われ、頭に不気味な傷を負う。
- スミス医師 - ヘンリーの脳を見て、錯乱する。

### 怪物について
人間の脳に入り込んで、人間の思考をまとうことで形を得る存在、らしい。唸りの音を立てて出現する。ヘンリーは青白い腕のような姿を見た。逃げるフランクは「蝙蝠」と言い張って恐怖を逸らそうとしたが、ハワードは知性ゆえに否定しかけたために悪化しかける事態になった。
ハワードの部屋に現れたときには、床から天井まで届くほどに巨大となっていた。よだれのように、粘液状の光線を悪臭と共にしたたらせる。光は触手でもあり、ハワードの脳を吸い取り殺した。
異次元から忍び寄る穢らわしい不浄な魔物という、ハワードの恐怖小説の理念を体現したかのような存在であった。古代からの脅威であり、聖なる十字の印によって撃退される。

### 『脳を喰う怪物』
原題：The Brain-Eaters。1932年の作品。
よく似た、脳を喰らう異次元の怪物が登場（または同じ怪物が再登場）する作品。舞台は海、船上となる。怪物の行動も変化し、罠を張ったり、脳組織から快感を抽出するような行為に出るようになる。
あらすじ
サルバドル沖を航海中の学者スティーヴンと航海士ジムは、漂流中の大型ボートを見つける。中には7人分の腐乱死体が横たわり、1体は頭部がなくなっていた。彼らが遺した日記を、2人は読み始める。
――わたしの名はヘンダースン。船が沈んだため、ボートで脱出した。そして漂流中、トーマスが「やつら」に目を付けられた。やつらはわたしの意識を深淵に連れ出し、トーマスの脳が欲しいとさぐりを入れて来た。やつらは、次に来る者を狙っている。彼は優れた頭脳を持っている……
奇妙で薄気味悪い記述に、2人は気分が悪くなる。この妄想が本当なら、そいつらの狙いはスティーヴンの脳味噌である。
真夜中、怪物が現れ、スティーヴンの脳に触手を伸ばす。スティーヴンの恐怖は、そいつらには極上の御馳走であった。非常事態に、船長は毅然と指揮をとる。船員たちは船長も狂ったのかと思ったが、船長は過去の経験で、そいつらの存在と、船が異次元に迷い込んだ事実を知っていた。船長の英雄的な決断によって、船は三次元の海原へと脱出を果たす。
生還したスティーヴンは、先ほどの恐怖を本に書こうと決断する。ジムは誰も信じないだろうと言うが、スティーヴンの決意は揺らがなかった。
登場人物
- スティーヴン・ウィリアムソン - 人類学者・考古学者。
- ジム - 航海士。
- セイヤーズ船長 - モーニング・スター号の船長。
- ヘンダースン - 漂流者。日記を遺していた。
- トーマス - 漂流者。学はないが、一級品の頭脳を持つ。

## 関連作品
- 星から訪れたもの - ロバート・ブロックのクトゥルフ神話。同様にラヴクラフトとの交流によって生まれ、ラヴクラフトをモデルにした人物が登場し惨死する。
- 妖蛆の館 - ゲーリー・メイヤーズのクトゥルフ神話。ハワードの作中作「蛆の館」と同名がつけられた（The House of the Wormの邦訳ぶれ）、現実のクトゥルフ神話作品。

## 収録
The Space Eaters
- 『真ク・リトル・リトル神話大系2』国書刊行会、波津博明訳「怪魔の森」
- 『新編真ク・リトル・リトル神話大系1』国書刊行会、波津博明訳「怪魔の森」
- 『クトゥルー9』青心社、東谷真知子訳「喰らうものども」

The Brain-Eaters
- 『真ク・リトル・リトル神話大系1』国書刊行会、渡辺健一郎訳「脳を喰う怪物」
- 『新編真ク・リトル・リトル神話大系2』国書刊行会、渡辺健一郎訳「脳を喰う怪物」